# ビー・サイレント
山口百恵の歌だとすると、もしかして
- 美・サイレント

ではありませんか？